# 河西健次
河西 健次（かさい けんじ、明治元年2月24日〈1868年3月17日〉 - 昭和2年〈1927年〉5月14日）は日本の医師。陸軍軍医、満鉄大連医院院長、武蔵野病院創設者。

## 略歴
長野県小県郡和田村の医者の家系に長男として生まれる。1890年（明治23年）帝国大学医科大学在学中に陸軍医官候補生に採用され、日清戦争に出征した。1894年（明治27年）大学卒業後、京都帝国大学大学院を経て、伏見衛生病院、台北衛生病院付となり、日露戦争時には三等軍医正となる。1906年（明治39年）ドイツ駐在となり、1908年（明治41年）現役のまま南満洲鉄道衛生課長兼大連医院長に就任した。
1911年（明治44年）、奉天における国際ペスト会議に列席し、軍医正に進み、1912年（大正元年）南満医学堂の初代堂長を兼任した。1913年（大正2年）予備役に編入。
満鉄大連医院院長を辞して帰国し、佐藤運雄が設立した東洋歯科医学専門学校の監事となり、内科学も教えた。郷里の友人だった山岡萬之助に日本大学医科設置への協力を頼まれ、東洋歯科医学専門学校との合併を勧めた。東京都新宿区西新宿にあった武蔵野病院設立に参画し、病院長を務めた。

## 家族
- 父・河西東雄 ‐ 医師。長野県平民。河西家は諏訪に代々続く医家[5]。
- 弟・河西惟一（1875-1938） ‐ 東雄の二男。陸軍中将。1896年陸軍士官学校を卒業し步兵少尉、陸軍大学卒業を経て1916年陸軍歩兵大佐、1918年歩兵第33連隊長、1920年陸軍少将・歩兵第8旅団長、1923年陸軍士官学校予科長、1924年予備陸軍中将。日露戦争で貝加爾州に出征した功により功四級金鵄勳章を賜る。岳父は陸軍歩兵中佐・殿井隆興、相婿に松山茂[8][9]。
- 妻・とめ子 ‐ 士族・佐藤謙之進の娘[3]。
- 長女・つや ‐ 横浜税関長、日本製鉄常務を務めた飯田九州雄の妻。
- 孫・富士子 ‐ つやの子、寺本広作の妻。
- 曾孫・寺本清 ‐ 富士子の子。福岡銀行頭取。
- 曾孫・寺本泉 ‐ 富士子の子。整理回収機構副社長。
- 曾孫・まり子 ‐ 富士子の子。西田典之の妻。